# Назарчук Микола Олександрович
Мико́ла Олекса́ндрович Назарчу́к (26 березня 1982 — 10 лютого 2015) — сержант Збройних сил України. Один із «кіборгів».

## Бойовий шлях
Сержант з матеріально-технічного забезпечення 13-го окремого аеромобільного батальйону, 95-та окрема аеромобільна бригада.
10 лютого 2015-го загинув під час вогневого контакту ротно-тактичної групи з терористами під селом Спартак Ясинуватського району.
Без Миколи лишилися мама, дружина та дві доньки 11 й 8 років.
14 лютого з Миколою попрощалися в Житомирі. Похований в місті Радомишль.

## Нагороди
За особисту мужність і героїзм, виявлені у захисті державного суверенітету та територіальної цілісності України, вірність військовій присязі під час російсько-української війни, відзначений — нагороджений
- орденом «За мужність» III ступеня (посмертно)